# Imprimantă optică

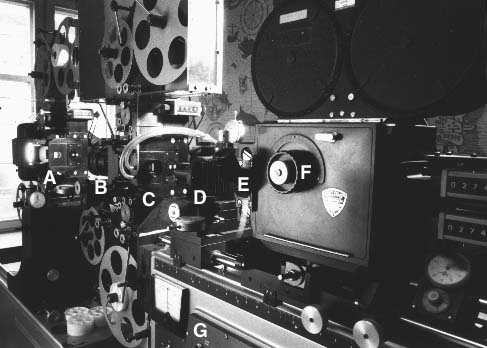
O imprimantă optică de 35 mm cu două capete de proiector, folosită la producerea de efecte speciale pentru film. Începând din stânga, lumina strălucește de la casa de lămpi, apoi la A este prima poartă a filmului proiectorului, la B o lentilă care proiectează filmul în A pe poarta celui de-al doilea proiector C. La D este obiectivul camerei, Căutătorul aparatului foto este la E, iar controlul obturatorului reglabil la F. Baza grea G conține toată electronica necesară pentru controlul imprimantei.

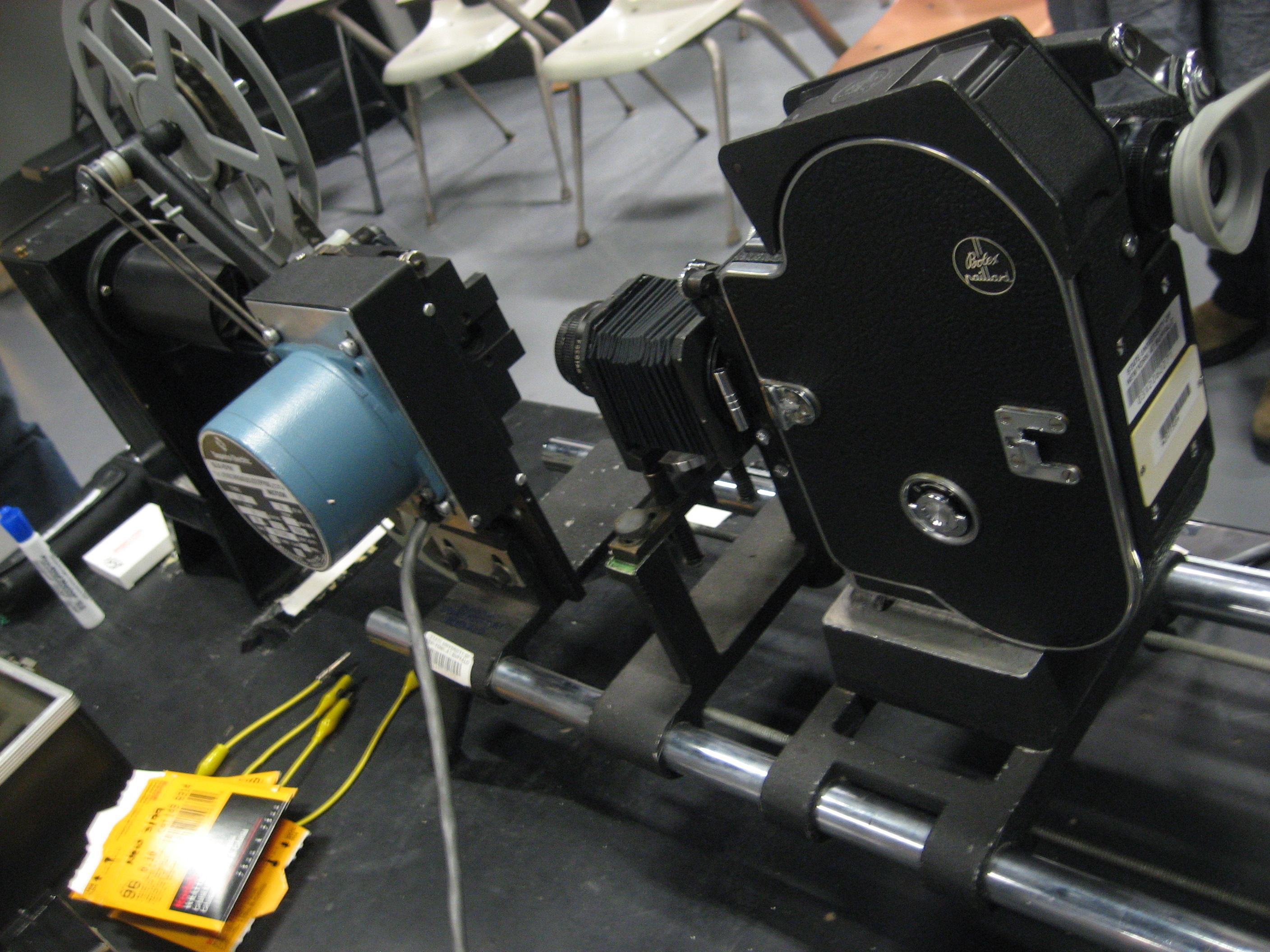
Imprimantă optică accesibilă J-K de 16 mm folosind o cameră Bolex.

O imprimantă optică este un dispozitiv format dintr-unul sau mai multe proiectoare de film legate mecanic la o cameră de film. Permite producătorilor să re-fotografieze una sau mai multe benzi de film. Imprimanta optică este utilizată pentru producerea de efecte speciale pentru imagini în mișcare sau pentru copierea și restaurarea materialelor vechi de film.
Efectele optice obișnuite includ estomparea și decolorarea, dizolvarea, mișcarea lentă, mișcarea rapidă și compoziția mată. O lucrare mai complicată poate implica zeci de elemente, toate combinate într-o singură scenă.

## Vezi și
- Bipack
- Efect de proiecție spate
- Efectul Schüfftan
- Efecte speciale
- Matte (realizarea de filme)